# Hermann Gerdes
Hermann Rudolf Gerdes (* 4. Juni 1867 in Altena; † 18. Januar 1957 in Freiburg im Breisgau) war ein preußischer Verwaltungsbeamter und Landrat.

## Leben
Der Protestant Hermann Gerdes war ein Sohn des Fabrikanten Hermann Gerdes aus Schwelm († 1877) und dessen Ehefrau Ida, geborene Erkenzweig († 1. Mai 1901 in Hannover). Nach dem Besuch eines Gymnasiums in Höxter absolvierte er von 1886 bis 1890 in Heidelberg (Sommersemester 1886), Bonn (30. Oktober 1886 bis Wintersemester 1887/1888) und Berlin ein Studium der Rechtswissenschaften. Nach der Ersten Juristischen Prüfung am 9. Juni 1890 und der Ernennung zum Gerichtsreferendar am 3. Juli 1890 setzte er seine Ausbildung beim Amtsgericht Altena fort. Nach dem Wechsel als Regierungsreferendar zur Königlich Preußischen Regierung in Arnsberg, legte Gerdes am 23. Januar 1897 auch die Große Staatsprüfung ab, wonach er am 27. Februar 1897 (mit Dienstalter vom 19. März 1896) zum Regierungsassessor ernannt wurde.
Im Weiteren fand Gerdes ab dem 8. März 1898 als Hilfsarbeiter Beschäftigung beim Landratsamt in Celle, anschließend ab dem 9. November 1898 beim Landratsamt in Recklinghausen und zuletzt ab dem 6. August 1900 bei der Preußischen Regierung in Königsberg, bevor er in selbiger Stellung zum  22. Mai 1901 an das Ministerium der geistlichen und Unterrichtsangelegenheiten nach Berlin wechselte. Von dort aus übernahm Gerdes ab dem 1. November 1903 und zunächst kommissarisch die Verwaltung des Kreises Waldbröl, seine definitive Bestallung zum dortigen Landrat folgte am 1. Mai 1904. Seit dem 1. Juli 1919 beurlaubt, trat Gerdes zum 1. Oktober 1919 in den Ruhestand. Nach seiner landrätlichen Tätigkeit gehörte Gerdes von 1920 bis 1930 der DNVP an.
Gerdes war bereits seit dem 16. Dezember 1916 Mitglied des Aufsichtsrates der William Prym GmbH, sowie von 1936 bis 1945 Mitglied des Beirats.

## Auszeichnungen
- 18. Januar 1913: Roter Adlerorden 4. Klasse

## Familie
Hermann Gerdes heiratete am 30. November 1907 in Wiesbaden Wanda Julie Prym (* 23. September 1877 in Stolberg; † 3. Oktober 1966 in Freiburg im Breisgau), Tochter des Fabrikanten August Prym zu Stolberg und dessen Ehefrau Hermine, geborene Merttens († 22. April 1918).